# خط یقه

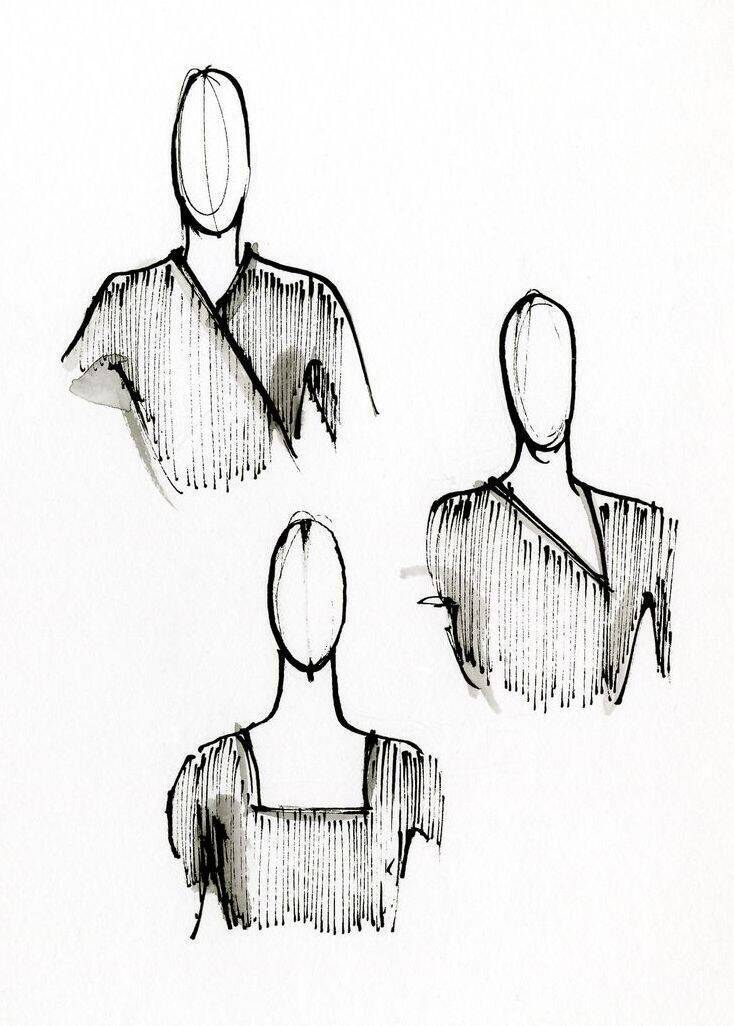
خط یقه

خط‌ یقه، خط‌ گردن یا خط دور گردن (به انگلیسی: Neckline) لبه بالایی یک لباس است که گردن را به خصوص از نمای جلو نشان می‌دهد. خط گردن یقه همچنین به خط کلی بین تمام لایه‌های لباس و گردن و شانه‌های فرد، بدون توجه به لباس‌های زیر که دیده نمی‌شوند اشاره دارد.
برای هر لباسی که در بالای کمر پوشیده می‌شود، خط گردن در درجه اول یک خط استایل است و ممکن است مرزی برای شکل‌دهی بیشتر لبه بالایی یک لباس با مثلاً یقه، روپوش، ساسون یا پلیسه باشد. از این نظر شبیه دور کمر و خط پاچه است.

## لیست انواع خط گردن

سبک‌های خط گردن یقه

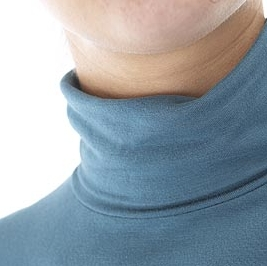
خط‌گردن یقه اسکی تا شده

خط گردن یقه‌ها را می‌توان با توجه به شکل و محل برش در سراسر بدن به دسته‌هایی دسته‌بندی کرد:
- گردن قایق (یک لبه، تقریباً خطی)

خط گردن یقه بلند، پهن و کمی خمیده که از کنار استخوان ترقوه می‌گذرد و روی هر دو شانه آویزان می‌شود. یقه باتو یا یقه سابرینا نیز نامیده می‌شود. یک تغییر یقه پرتره است.
- گردن عمیق یا فرورفته

یقه‌های کوتاه هستند، به شکل‌های V, U یا مربع، که مقادیر مختلفی از چاک سینه را نشان می‌دهند و برخی حتی تا خط طبیعی کمر کشیده می‌شوند.
- خط گردن قیفی

یک یقه با پارچه‌ای که بلند و نزدیک به گردن قرار دارد، به جای یقه اضافه، به صورت یک تکه با بالاتنه بریده یا گره خورده است.
- یقه تاپ گردنبند (خطی، لبه‌های کناری روی گردن همگرا می‌شوند)

اینها دارای خط گردن جلویی با شکل V یا اسکوپ با بندهایی هستند که دور گردن بسته می‌شوند و به پشت گردن متصل می‌شوند.
- خط گردن یقه توهم

سازش بین خط گردن یقه کم و بلند، خط گردن یقه کم (معمولاً بدون بند) را با پارچه نیمه شفاف (پارچه شفاف یا توری) در امتداد قسمت بالایی ترکیب می‌کند، بنابراین خط گردن یقه دوم و بالاتر را ایجاد می‌کند. این نوع خط گردن یقه اغلب در لباس عروس‌های سفید سنتی دیده می‌شود.
- یقه جواهر (دایره)

این‌ها نوعی خط گردن یقه گرد هستند و در پایه گلو قرار می‌گیرند و به آنها یقه تی‌شرت یا یقه خدمه نیز می‌گویند.
- یقه سوراخ کلید

این خطوط شبیه یقه هالتر هستند، اما خطوط مورب همگرا که در جلوی گردن به هم می‌رسند و یک «سوراخ کلید» را تشکیل می‌دهند. به‌طور کلی، این‌ها دارای یک سوراخ مرکزی هستند که معمولاً درست زیر استخوان‌های خط گردن است. این خط گردن‌ها به ندرت دیده می‌شوند.
- خارج از شانه (یک لبه، تقریباً خطی. همچنین به عنوان خط گردن کارمن شناخته می‌شود)

این خط گردن‌ها شبیه یقه‌های قایق هستند، اما به‌طور قابل توجهی پایین‌تر، زیر شانه‌ها و استخوان خط گردن هستند. معمولاً اینها از روی بازوها عبور می‌کنند، اما در مدل یقه بدون بند، ممکن است از زیر بازوها عبور کنند. در این مدل از قه‌ها شانه‌ها، استخوان خط گردن و گردن فرد را آشکار و برجسته می‌کند.
- خط گردن یک شانه (یک لبه، تقریباً خطی)

این یقه‌های خط گردن نامتقارن است که روی نیم تنه به صورت مورب، معمولاً از یک شانه تا زیر بازوی دیگر، بریده می‌شوند.
- خط‌گردن یقه اسکی تا شدهیقه‌اسکی(دایره)

خط گردن در این نوع یقه‌ها با تناسب بلند هستند که دور گردن می‌پیچند. آنها بیشتر برای پلیور (که ژاکت نیز نامیده می‌شود) یا با ژاکت پوشیده می‌شود.
- خط گردن یقه پرتره

خط گردن در یقه پرتره به صورت V شکل است که لبه‌های V در نقاط شانه‌ها نزدیکتر به گردن قرار می‌گیرد. می‌توان آن را با خط گردن ترکیب کرد.
- خط گردن یقه اسکوپ (منحنی، مقعر)

به شکل U منحنی است و بازوهای U روی شانه آویزان است. عمق U می‌تواند متفاوت باشد، از سبک‌های کم عمق گرفته تا عمیق که به چاک سینه می‌رسد.
- خط گردن مربع (لبه‌های کناری خطی نه همگرا هستند و نه واگرا بلکه تقریباً موازی هم هستند)
- خط گردن یقه سورپلیس

شبیه یقه کت حوله‌ای حمام است که یک طرف روی طرف دیگر قرار می‌گیرد. برای لباس، لایه زیری معمولاً به لایه بالایی درست زیر نیم تنه دوخته می‌شود.
- خط گردن یقه عزیزم (لبه‌های کناری خطی، لبه پایینی خمیده به سمت پایین و چاک سینه مقعر)

پایینی منحنی دارند که به سمت پایین مقعر است و معمولاً به شکل دو گوش به شکل نیمه بالایی قلب است. لبه‌های کناری اغلب روی گردن جمع می‌شوند، شبیه به یقه هالتر. یقه‌های دلبر سینه را برجسته می‌کند.
- خط گردن V (2-4 لبه خطی، لبه‌های جانبی واگرا)

این خطوط که منشأ آن خاورمیانه است، توسط دو خط مورب از شانه‌ها که روی سینه به هم می‌رسند، شکل V را ایجاد می‌کنند. عمق V می‌تواند متفاوت باشد، از سبک‌های آرام گرفته تا فرورفتن. V همچنین ممکن است توسط یک لبه پایینی کوچک کوتاه شده و یک ذوزنقه را تشکیل دهد.

## اصلاح خطوط گردن
شکل خطوط گردن یقه را می‌توان به طرق مختلف تغییر داد، به عنوان مثال، با افزودن یقه یا شال، پوشاندن آن با پارچه پف دار مانند تریکو یا تزئین لبه‌های آن با گوش ماهی، پیکوت یا روفله. تغییر داد. یقه می‌تواند با لبه تیز پارچه یا یک روپوش نرم‌تر باشد و همچنین می‌تواند با الگو (های) خود پارچه برجسته شود.

## روندها

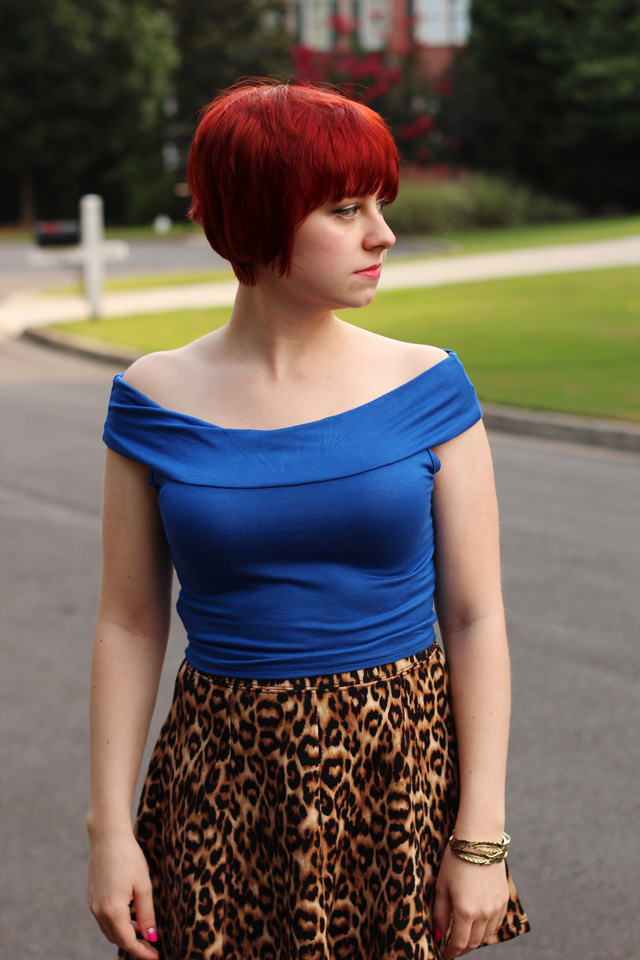
بالای سرشانه

### خارج از شانه
خارج از شانه به دوران سلطنت و دوران ویکتوریا برمی گردد. آنها اوج مد در اوایل تا اواسط قرن نوزدهم بودند. چارلز فردریک ورث، پدر اوت کوتور، لباس‌های پیچیده زیادی طراحی کرد که بسیاری از آن‌ها بدنه‌هایی با آستین‌های بیرون از شانه داشتند و در میان چهره‌های برجسته‌ای مانند ملکه اوژنی بسیار محبوب بودند. سپس در دهه ۱۹۶۰، بریژیت باردو، هنرپیشه فرانسوی، تغییراتی در این استایل به کار برد، او تاپ‌های بدون شانه با همه چیز، از دامن‌های میدی گرفته تا شلوار، پوشید و این استایل را احیا کرد. نماد سبک، حالت خارج از شانه را دوباره سکسی و مد روز کرد و این کنش او باعث شد سبک خارج از شانه به سبک «باردو» معروف شود.

## نگارخانه

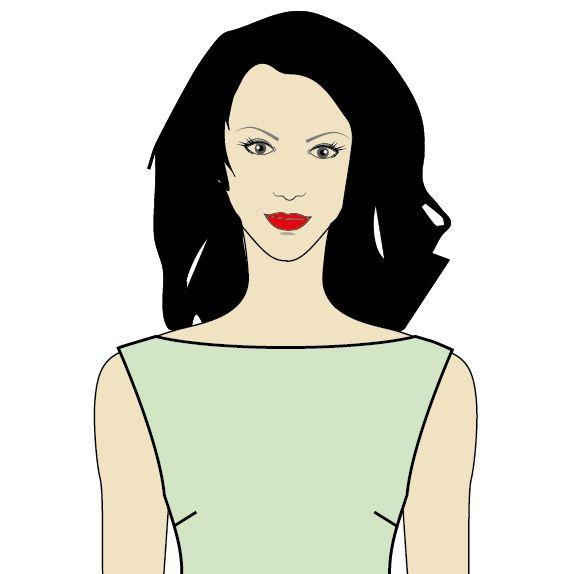
خط‌گردن غرفه‌ای
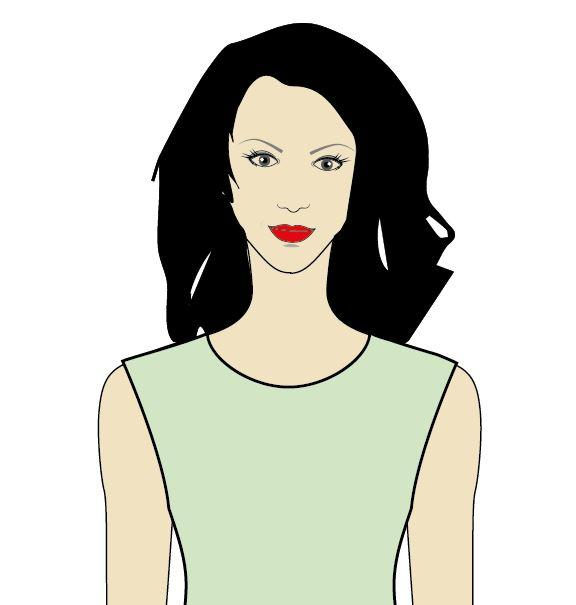
خط‌گردن یقه گرد
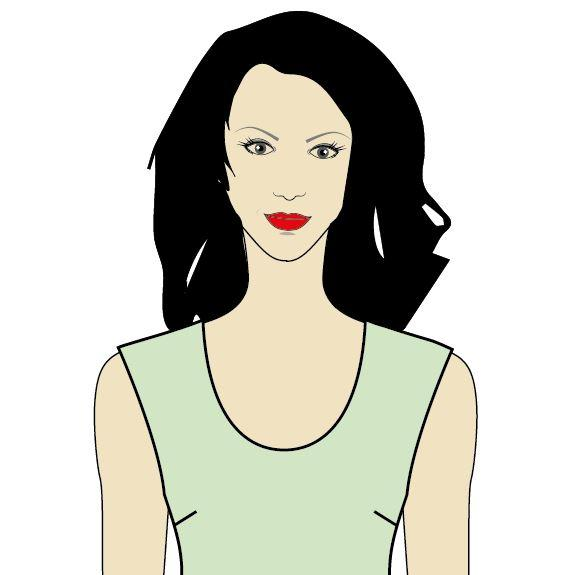
خط‌گردن U
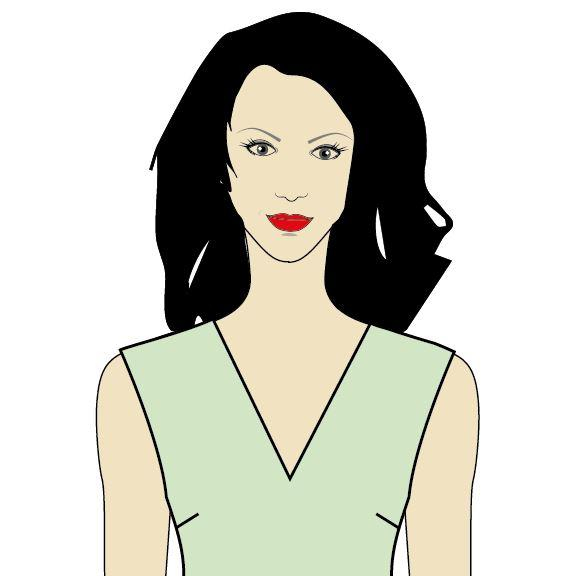
خط‌گردن V
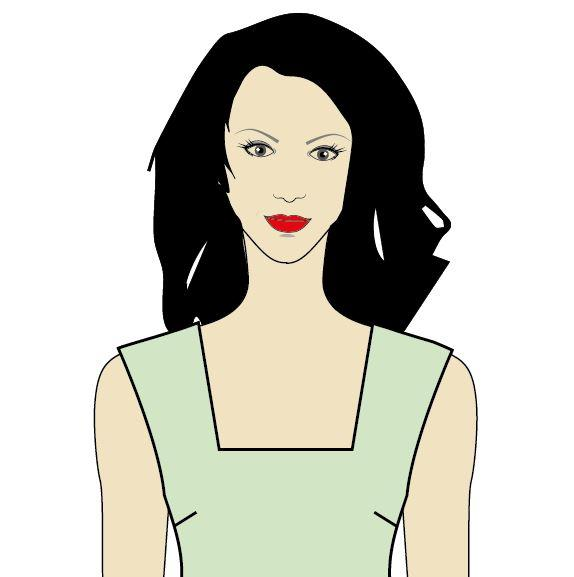
خط‌گردن مربعی
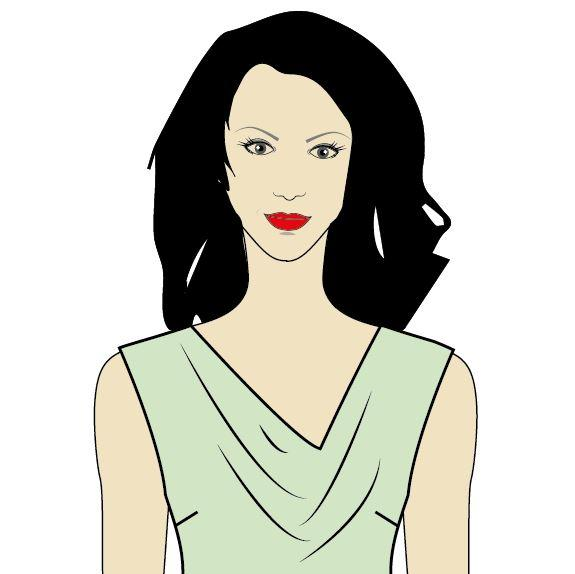
خط‌گردن یقه سورپلیس
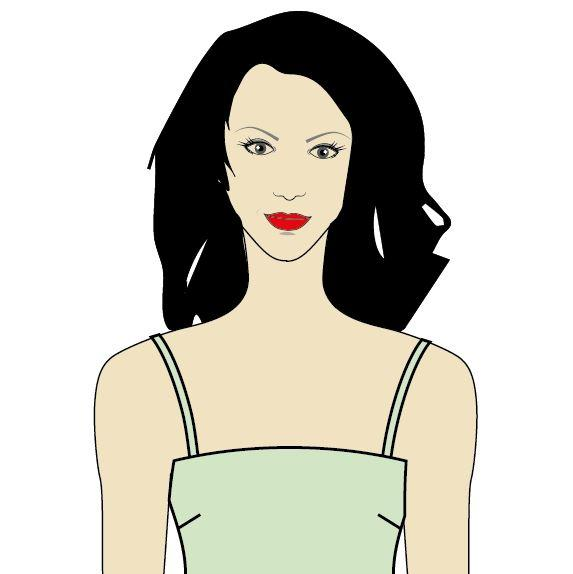
خط‌گردن یقه اسپاگتی
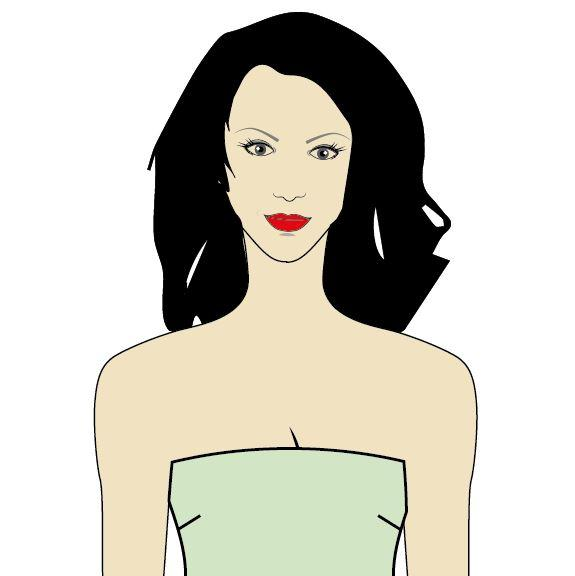
خط‌گردن یقه بدون بند
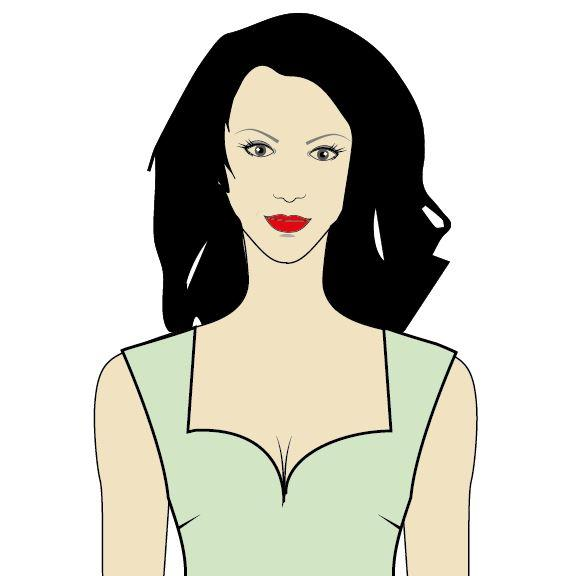
خط‌گردن یقه عزیزم
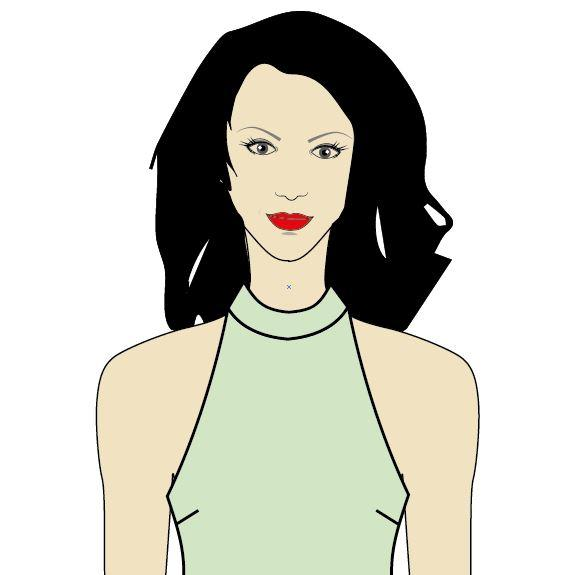
خط‌گردن هالتر